# Heinz Werner Hübner
Heinz Werner Hübner (* 18. April 1921 in Potsdam; † 28. August 2005 auf Sylt) war ein deutscher Journalist. Er war acht Jahre Fernsehprogrammdirektor des Westdeutschen Rundfunks.

## Leben
Hübner wurde 1921 in Potsdam geboren und besuchte dort ab 1927 die Schule. Im Jahr 1939 machte er sein Abitur in Potsdam und wurde anschließend zur Wehrmacht eingezogen; 1941 wurde er Frontsoldat.
Nach dem Krieg arbeitete er als freier Journalist in Hamburg und als Nachrichtenredakteur bei Radio Hamburg. Ab April 1946 war er Leiter der Nachrichten-Hauptredaktion des Nordwestdeutschen Rundfunks NWDR und arbeitete an den NWDR-Sendungen „Umschau am Abend“ und „Echo des Tages“ mit. Im Jahr 1954 veröffentlicht er das Buch „Das Floß der Vertriebenen“ über das Kriegsende in Ostpreußen. Nachdem der Nordwestdeutsche Rundfunk 1955 in den NDR und den WDR geteilt wurde, ging Hübner nach Köln zum WDR und arbeitete dort in der Nachrichten-Hauptredaktion.
Im Jahr 1963 wechselte Hübner zur Deutschen Welle und arbeitete an verschiedenen Fernsehdokumentationen, vorrangig über die Zeit zwischen 1914 und 1945 mit. 1966 kehrte er zum WDR zurück, diesmal nach Bonn, wo er stellvertretender Leiter des dortigen WDR-Fernsehstudios wurde. Ab 1967 war er stellvertretender Chefredakteur Fernsehen des WDR und moderierte während dieser Zeit das ARD-Auslandsmagazin Weltspiegel. Von Juli 1972 bis Juli 1977 war er Koordinator für Politik, Gesellschaft und Kultur in der Programmdirektion der ARD. Am 1. August 1977 wurde Hübner Fernsehprogrammdirektor des WDR und somit Nachfolger von Werner Höfer. Dieses Amt hatte Hübner bis zu seiner Pensionierung im August 1985 inne.
Als eine der wesentlichen Leistungen von Hübner war es, den umstrittenen TV-Mehrteiler Holocaust – Die Geschichte der Familie Weiss gegen den öffentlichen Widerstand auch innerhalb der ARD durchzusetzen. Mit Sendungen, wie Das Boot und Heimat sowie Rainer Werner Fassbinders Berlin Alexanderplatz, hat er Maßstäbe in der Fernsehlandschaft gesetzt. 
Im Jahr 1973 erhielt Hübner den deutschen Medienpreis „Bambi“ der Hubert Burda Media.